# Charles Fargues
Pour les articles homonymes, voir Fargues.
Charles Marie Frédéric Fargues, né à Albi le 20 juillet 1845 et mort à Lyon (1er arrondissement) le 11 août 1925, est un hautboïste, professeur de musique et compositeur français.

## Biographie
Fils d'un professeur de collège d'Albi, Fargues étudie la musique et sera professeur au Conservatoire de musique de Lyon pendant plus de cinquante ans, depuis sa fondation en 1872 jusqu'à sa mort.

## Quelques œuvres
- Fantaisie burlesque pour hautbois et piano
- Thème et variation pour hautbois et piano
- Fantaisie sur « Der Freischütz » op. 7 pour hautbois et piano

## Distinctions
- Médaillé de 1870
- Officier d'Académie en 1878
- Officier de l'Instruction Publique en 1900
- Médaille d'argent de la Mutualité
- Officier du Nicham Ifticar
- Chevalier de la Légion d'honneur en 1920[5]